# Uracis turrialba
Uracis turrialba är en trollsländeart som beskrevs av Friedrich Ris 1918. Uracis turrialba ingår i släktet Uracis och familjen segeltrollsländor. Inga underarter finns listade i Catalogue of Life.